# Марселу Ґарсіа
Марсе́лу Ґарсі́а (порт. Marcelo Garcia) — бразильський спортсмен, професійний греплер, спеціаліст із бразильського дзюдзюцу та змішаних бойових мистецтв. Чотириразовий чемпіон світу зі греплінгу у напівсередній ваговій категорії за версією ADCC (2003, 2005, 2007, 2011 роки). П'ятиразовий чемпіон світу з бразильського дзюдзюцу серед чорних поясів у напівсередній ваговій категорії за версією IBJJF (2004, 2006, 2009 – 2011 роки). Переможець Панамериканських ігор з бразильського дзюдзюцу у напівсередній ваговій категорії (2007 рік).
Марселу Ґарсіа належить рекорд чемпіонату світу з греплінгу — чотири золоті медалі. Він двічі нагороджувався як самий технічний греплер чемпіонату (2003, 2007 роки).
Ґарсіа — майстер бразильського дзюдзюцу (чорний пояс, 3-й дан).

## Спортивні досягнення

### Греплінг
| Рік  | Місце проведення           | Подія                         | Дисципліна                             | Місце |
| ---- | -------------------------- | ----------------------------- | -------------------------------------- | ----- |
| 2011 | Ноттінгем, Велика Британія | Чемпіонат світу (версія ADCC) | Греплінг, напівсередня вага (66-77 кг) |       |
| 2009 | Барселона, Іспанія         | Чемпіонат світу (версія ADCC) | Греплінг, напівсередня вага (66-77 кг) |       |
| 2007 | Трентон, США               | Чемпіонат світу (версія ADCC) | Греплінг, напівсередня вага (66-77 кг) |       |
| 2007 | Трентон, США               | Чемпіонат світу (версія ADCC) | Греплінг, вільна вага                  |       |
| 2005 | Лонг-Біч, США              | Чемпіонат світу (версія ADCC) | Греплінг, напівсередня вага (66-77 кг) |       |
| 2005 | Лонг-Біч, США              | Чемпіонат світу (версія ADCC) | Греплінг, вільна вага                  |       |
| 2003 | Сан-Паулу, Бразилія        | Чемпіонат світу (версія ADCC) | Греплінг, напівсередня вага (66-77 кг) |       |

### Бразильське дзюдзюцу
|  |

|  |

|  |

|  |

|  |

|  |

|  |

|  |

|  |

|  |